# فلورنت گیسولفی
فلورنت گیسولفی (انگلیسی: Florent Ghisolfi؛ زادهٔ ۲۸ فوریهٔ ۱۹۸۵) بازیکن فوتبال اهل فرانسه است.
از باشگاه‌هایی که در آن بازی کرده‌است می‌توان به باشگاه فوتبال استاد رنس و باشگاه فوتبال باستیا اشاره کرد.